# لورنس استالینگز
لورنس استالینگز (انگلیسی: Laurence Stallings؛ ۲۵ نوامبر ۱۸۹۴ – ۲۸ فوریهٔ ۱۹۶۸) یک افسر (ارتش) نظامی، رمان‌نویس، و فیلم‌نامه‌نویس اهل ایالات متحده آمریکا بود. 

## فیلم‌شناسی
- سه پدرخوانده
- نمایش مردم
- ماریان
- شب کریسمس
- کتاب جنگل